# Trinidad Express Newspapers
Trinidad and Tobago Express (și Sunday Express) este unul dintre cele trei ziare zilnice din Trinidad și Tobago. Express este publicat de către Caribbean Communications Network (CCN) și are sediul central în Piața Independenței din Port of Spain. Ziarul a început operațiunile la 6 iunie 1967. Site-ul web pentru Trinidad and Tobago Express a fost înregistrat pentru prima dată în 1997 și lansat foarte curând după aceea.
Site-ul de știri Trinidad and Tobago Express, pe atunci cunoscut ca Internet Express, a devenit rapid unul dintre cele mai vizitate site-uri web despre Trinidad și Tobago. Cu până la 10.000 de accesări pe zi, site-ul web a devenit unul dintre piesele centrale online ale CCN. În 2002, posturile de știri ale canalului de televiziune CCN TV6 și sondajele sale televizate zilnic au fost realizate folosind un site web integrat al Trinidad and Tobago Express. În același an, personalul comun al site-ului Trinidad și Tobago a creat, de asemenea, o societate de comerț electronic online, denumită Express MarketPlace, care mai târziu a fost redenumită CaribBuy în 2003. Pentru a rămâne concentrată, în cadrul CCN a fost creată o divizie CCN New Ventures pentru a prelua controlul diferitelor site-uri web.
Ziarul Express este al doilea cel mai vechi dintre cotidianele din Trinidad și Tobago.
Raoul Pantin, fost jurnalist și redactor pentru Trinidad Express, a scris o carte, „The Trinidad Express Story”, care prezintă istoria și înființarea ziarului.